# Complémentarité des gamètes chez les mammifères
L'étude d'un gamète de mammifère de façon isolée ne permet pas de prendre toute la mesure de son implication dans le processus de reproduction. Il faut envisager les différentes spécificités de chaque gamète en les mettant en relation avec les spécificités du gamète complémentaire.
Les gamètes mammifères sont spécialisés dans une complémentarité dont le fruit final est la production d'un nouvel individu, la perpétuation de l'espèce.

## Complémentarité à des fins de rencontre

### Immobilité de l'ovocyte
L'ovocyte est ici bloqué à son stade de prophase de méiose 2 (seconde division méiotique). Il est expulsé au moment de la fécondation.
Extérieurement, l'observation au microscope montre une cellule qui n'est pas très différente de toutes les autres cellules somatiques. Ses seules caractéristiques observables sont la présence d'un Globule Polaire (issu de la première division de méiose). Le cycle cellulaire est bloqué, ainsi que l'activité métabolique en général. On peut observer de nombreux grains corticaux, situés (comme leur nom l'indique) en périphérie de l'ovocyte.
Après la fécondation, l'ovocyte ne fait pas montre d'un très grand mouvement. Il ne fait que migrer vers le quart supérieure de l'oviducte (ou encore trompe de Fallope), dans ce que l'on appelle communément l'ampoule. Ce mouvement est le fruit du battement ciliaire de l'oviducte.
Il est à noter toutefois que s'il n'y a pas fécondation, l'ovocyte sera expulsé par péristaltisme utérin (mouvement musculaire analogue à celui gérant le reflexe de vomissement)

### Enveloppes de l'ovocyte
L'ovocyte est entouré de 2 enveloppes:
- La couronne radiée, d'aspect granuleux, c'est un reste de cumulus oophorus qui entourait l'ovocyte au sein du follicule avant l'ovulation.
- La zone pellucide, collée à la membrane plasmique de l'ovocyte, il s'agit d'un réseau protéique très solide.

### Motilité du spermatozoïde
À l'observation, le spermatozoïde exprime sa spécialisation de façon beaucoup plus flagrante. Sa structure laisse clairement apparaitre sa fonction de transport. Nous pouvons distinguer 3 zones:

Schéma annoté d'un spermatozoïde (cliquez pour agrandir)

- La tête, avec son acrosome au devant. Ce dernier est issu de la maturation de la plupart des vésicules golgiennes et de la vésicule acrosomiale. L'acrosome renferme les enzymes qui permettront au spermatozoïde de pénétrer dans l'ovocyte, en traversant les enveloppes qui l'entourent. On peut noter le noyau apparaissant très sombre au microscope, ceci est dû à une très grande condensation de la chromatine sous l'effet de sa compaction par des protamines.
- La pièce intermédiaire commence au niveau du centriole proximal, début de l'axe de microtubules qui forment le flagelle. À ce niveau sont visibles de nombreuses fibres denses solidifiant l'ensemble et assurant la cohésion des microtubules. On peut voir également de très nombreuses et très grosses mitochondries enroulées en hélice autour de l'axe microtubulaire, fournissant l'énergie au flagelle.
- Le flagelle, très longue "queue" assurant la motilité du spermatozoïde dans son approche finale vers l'ovocyte.

Il convient ici de différencier mobilité (je peux être bougé) et motilité (je peux bouger par moi-même), et de noter que le spermatozoïde ne se sert de son flagelle que dans l'approche finale vers l'ovocyte et pour le « forage » des enveloppes, le reste de son chemin étant assuré par péristaltisme ovarien.

### Capacité du spermatozoïde à survivre dans le tractus
Le tractus désigne communément les voies génitales femelles traversées par le spermatozoïde, il s'agit très vulgairement de l'ensemble de la """tuyauterie""" sexuelle de la femelle.
Or ce tractus est très hostile au spermatozoïde. Le milieu est acide, le spermatozoïde doit traverser le maillage de glaire corticale, même s'il faut souligner que lorsque la femelle est en "chaleur", c'est-à-dire après l'ovulation, ce maillage se fait plus lâche et le milieu est alcalinisé par diverses sécrétions ovariennes.
Le spermatozoïde est donc préparé dans l'épididyme à résister à ces conditions extrêmes. Son plasmalemme est notamment tapissé de cholestérol et est rendu plus dense. Il est aspergé de prostaglandine (pour augmenter la fluidité et le déplacement) et de carnitine, dont le rôle est de tamponner les excès d'Acetyl-CoA qui représente l'"aliment" du spermatozoïde dans le tractus. Dans les voies mâles, le spermatozoïde fermente du fructose.

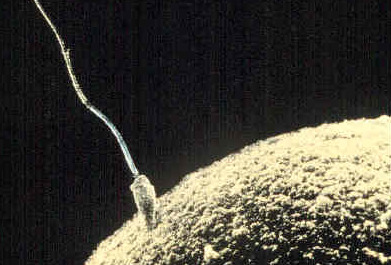
Rencontre entre un ovule et un spermatozoïde

### Au niveau de la couronne radiée
La couronne radiée est traversée par le spermatozoïde de façon physique. Le battement flagellaire du spermatozoïde lui permet de s'insinuer à travers cette couronne. En réaction, la couronne se rétracte, enfermant un nombre réduit de spermatozoïdes (de 5 à 20 selon les espèces... et les ouvrages! Seul l'ordre de grandeur importe!) contre la zone pellucide.

### Au niveau de la zone pellucide
Il se produit ici la réaction acrosomiale: L'acrosome du spermatozoïde est recouvert d'un certain type de récepteurs spécifiques à la protéine ZP3 présente dans la zone pellucide. Un NAG (N-Acetyl Glucosamine) de ZP3 est fixé covalamment à un galactose de l'acrosome. Cette fixation entraine, par transduction mettant en jeu des phosphorylations, un influx d'ion Ca2+ (calcium) provoquant l'exocytose acrosomiale.
Les enzymes acrosomiales sont déversées, et notamment l'acrosine, une protéase qui va désorganiser le réseau protéique de la zone pellucide. Ce réseau se réorganise autour de la tête du spermatozoïde qui forme des points d'ancrages dans la zone pellucide. Combiné à un important battement flagellaire, ce renouvellement d'ancrage permet au spermatozoïde d'avancer dans la zone pellucide.
La protéine PH20 prend le relai du récepteur ZP3 pour assurer la fin de ce forage biochimique qui, au bout de 5 à 10 minutes, vient à bout de la zone pellucide.

### Plasmogamie
Il s'agit de la fusion du spermatozoïde et de l'ovocyte. À ce stade, il n'y a plus aucune spécificité. Un ovocyte humain sans zone pellucide pourrait fusionner avec un spermatozoïde de rat... l'hybride n'a bien sûr aucun avenir cependant...
La tête du spermatozoïde fusionne avec l'ovocyte d'arrière en avant sous l'action de protéines telles que la fertiline, de la famille des disintégrines qui défavorisent la cohésion entre cellules semblables et favorisent celle entre cellules dissemblables.
La plasmogamie permet le passage de la protéine oscilline du spermatozoïde dans l'ovocyte, cette protéine provoque un grand influx calcique qui va, entre autres provoquer l'exocytose des grains corticaux. Ceci provoque le décollement de la zone pellucide d'avec le plasmalemme ovocytaire, laissant apparaitre une membrane de fécondation bloquant la polyspermie.
L'influx calcique à bien d'autres effets que nous verrons plus tard.

### Capacitation
La capacitation est l'acquisition de la capacité à fusionner par le spermatozoïde. En effet, les protections membranaires vues précédemment (cholestérol, etc.) ont pour autre effet d'empêcher la fusion du spermatozoïde. En plus, elle empêche les spermatozoïdes de fusionner avec la première cellule venue.
Cette capacitation se fait dans le tractus. Les conditions régnant dans les voies femelles dénudent progressivement le spermatozoïde. Le cholestérol est tamponné par des complexes LDL et le plasmalemme est dénudé notamment sous l'effet de protéines comme l'héparine.
Ainsi, le spermatozoïde est stérile tant qu'il n'a pas traversé les voies génitales femelles. Ce phénomène met en évidence, en plus d'une complémentarité des gamètes, d'une complémentarité de tout le processus de production des gamètes, des liquides séminaux et utérins...

## Complémentarité en vue de la formation d'un nouvel individu

### Apports du gamète mâle
Le spermatozoïde apporte son noyau ainsi que son centriole proximal. La structure de ce gamète le laisse voir, ce n'est "qu'un" conteneur motile, son chargement est l'information génétique et le centriole.
Les autres apports du spermatozoïde sont d'un autre ordre, la plasmogamie s'accompagne d'un important influx calcique, cet influx provoque la dégranulation corticale, mais pas seulement. Il active également la calmoduline, enzyme agissant sur le complexe MPF qui, en se réactivant va engendrer la reprise et la terminaison du processus de méiose, accompagné de l'éjection du Globule Polaire. À ce stade, et seulement à ce stade, le gamète femelle peut être appelé ovule, stade très transitoire puisque l'union des matériels génétiques ne tarde pas...
Le spermatozoïde provoque également une baisse du pH, provoquant la reprise de l'activité métabolique.

### Apports du gamète femelle
L'ovocyte est, en quelque sorte, la première cellule (dont le génotype sera complété par celui du spermatozoïde), elle contient donc tous les composants d'une cellule, notamment :
- L'ensemble des mitochondries (=chondriome), expliquant les phénomènes d'hérédité maternelle en ce qui concerne les particularités métaboliques des individus.
- Le vitellus, réserves nutritives peu importantes chez les mammifères ayant des œufs alécithes, pourtant il faut bien que l'embryon nouvellement formé survive jusqu'à la nidation et la mise en place du placenta.
- Des ARNm longue vie, seuls à être transcrits jusqu'à l'expression du génome de l'embryon, c'est-à-dire jusqu'à la TMB (Transition Mi-Blastuléenne)

Toutefois, le centriole de l'ovocyte est détruit et remplacé par celui du spermatozoïde lors de sa pénétration.

### Mise en commun de l'information génétique
Cette caryogamie a lieu très vite après l'achèvement de la méiose. Le pronucleus mâle se dirige vers le pronucléus femelle par chimiotactisme, son spermaster devant lui. Ce dernier est issu du réarrangement du centriole proximal. Son rôle est de guider le pronucléus femelle vers le mâle lors de l'approche finale.
Cette caryogamie ne se fait pas par fusion littérale des 2 pronucléi, les enveloppes nucléaires se désorganisent, les chromosomes sont mis en commun puis l'enveloppe se réorganise autour de ce nouveau noyau diploïde. On parle donc plutôt d'amphimixie que de caryogamie.
Les modalités au niveau de l'appareil centriolaire sont très diverses, tantôt le centriole mâle devient fonctionnel, tantôt le centriole femelle se divise...